# Caveat emptor
L'espressione latina caveat emptor significa "Stia in guardia il compratore!". È composta dal verbo caveo, coniugato al congiuntivo, nonché declinato alla terza persona singolare e usato in forma esortativa e impersonale, e dal sostantivo della III declinazione, volto al nominativo, emptor, "compratore".

## Origine della locuzione
Nato in tempi in cui non vi era nessuna protezione legislativa rivolta agli attori economici, questo modo di dire è rimasto attuale nel corso dei secoli: sebbene il diritto, attraverso la disciplina della concorrenza sleale, abbia emesso delle regole che vietano tutti i comportamenti decettivi (volti cioè a ingannare il pubblico) e disonesti (contrari ai principi di buona fede, lealtà e onestà), è buona abitudine ancora oggi porre attenzione al momento dell'acquisto di ogni bene o servizio; in particolare si dovrebbe prestare maggiore attenzione durante le occasioni d'acquisto più particolari e meno frequenti, quando cioè si compra un bene molto costoso o che esula dai quotidiani comportamenti di consumo.
L'espressione è divenuta un brocardo contenente la massima che richiede diligenza al compratore nell'accertarsi di cosa effettivamente vada acquistando e apre al concetto dell'incauto acquisto. Per quanto riguarda il commercio internazionale vige la presunzione di competenza professionale degli operatori economici: prevale quindi il principio del caveat emptor (come nei sistemi di common law) rispetto alla tutela del contraente debole.

## Nella cultura popolare
- Nel film Il cavaliere oscuro di Christopher Nolan, la frase è utilizzata in un affare tra delinquenti, in una delle prime scene del film.
- Nell'episodio L'ultimo avamposto, il quinto della prima stagione della serie televisiva Star Trek: The Next Generation, il personaggio Data cita l'espressione.
- Nell'episodio Le fiamme di Pompei, il secondo della quarta stagione della serie televisiva Doctor Who, il decimo Dottore la utilizza in un discorso con un pompeiano.
- Nell'episodio Non è stato semplice, l'undicesimo della prima stagione della serie televisiva For Life, l'espressione viene utilizza dalla giudice durante una udienza.
- Nel romanzo Cose preziose di Stephen King, l'espressione viene usata più volte da Leland Gaunt in riferimento alla politica del suo negozio.
- Nel romanzo Ubik di Philip K. Dick, l'espressione è tatuata sull'avambraccio di Pat Conley.
- Nel romanzo Le vite di Dubin di Bernard Malamud l'espressione è utilizzata in un dialogo tra il protagonista e la giovane donna che irrompe nella sua vita, per sottolineare il turbamento esercitato sul cinquantenne biografo dalla disinibita Fanny.
- Nel videogioco Borderlands 2, l'espressione viene più volte ripetuta da Marcus Kincaid[1], uno dei personaggi.
- Nel brano musicale Roulette Dares (The Haunt Of) della band The Mars Volta, viene utilizzata questa espressione .
- Nel romanzo L'assassinio del commendatore, la frase viene approfondita per sottolineare l’assenza di morale congenita alle cose.
- Nella pellicola Eterna ossessione (titolo originale: The Wrong Wedding Planner), l'investigatrice Jones pronuncia la locuzione rivolgendosi ad Ashley.